# Siphlonuridae
Siphlonuridae es una familia de insectos efemerópteros de la superfamilia Baetoidea.

## Taxonomía
La familia se divide en los siguientes géneros:
- Edmundsius
- Parameletus
- Siphlonisca
- Siphlonurus